# Xã Hayti, Quận Pemiscot, Missouri
Xã Hayti (tiếng Anh: Hayti Township) là một xã thuộc quận Pemiscot, tiểu bang Missouri, Hoa Kỳ. Năm 2010, dân số của xã này là 3.838 người.